# Якшур (Зав'яловський район)
Якшу́р (рос. Якшур) — присілок в Зав'яловському районі Удмуртії, Росія.
Знаходиться на обох берегах річки Якшурка, лівої притоки Вожойки, обабіч новозбудованої об'їзної дороги навколо Іжевська.
Назва присілка походить від удмуртських слів як — ліс та шур — річка.

## Населення
Населення — 1239 осіб (2012; 1092 в 2010).
Національний склад станом на 2002 рік:
- удмурти — 87 %

## Історія
До революції присілок входило до складу Сарапульського повіту В'ятської губернії. За даними 10-ї ревізії в 1859 році присілок мало 52 двори, де проживало 379 осіб. В поселенні працювало 3 млини та кузня. В 1920 році присілок увійшло в склад новоствореної Вотської АО, включається до складу Смирновської сільради. В 1932 році сільрада перетворюється в Якшурську, центр переноситься до присілка Якшур. У 2005 році сільрада перетворюється в сільське поселення. 22 квітня 1993 року село відвідав президент Росії Борис Єльцин.

## Економіка
Головним підприємством присілка є ВАТ «Шлях Ілліча», перетворене з колгоспу-племінного заводу.
Із закладів соціальної сфери працюють середня школа, дитячий садок, культурний комплекс, клуб. У січні 2010 року в селі був відкритий Свято-Троїцький храм.

## Урбаноніми[8]
- Вулиці — Дружби, Зарічна, Леніна, Лучна, Механізаторів, Миру, Молодіжна, Нагірна, Новобудівельна, Парникова, Соснова, Ювілейна
- Провулки — Леніна, Польовий, Садовий